# Чжао Хоулинь
Чжа́о Хоули́нь (кит. упр. 赵厚麟, пиньинь Zhào Hòulín) — Генеральный секретарь Международного союза электросвязи (МСЭ). Избран на Полномочной конференции МСЭ в 2014 году.

## Биография
Чжао Хоулинь родился в 1950 году на территории современной провинции Цзянсу, окончил Нанкинский университет почт и электросвязи и имеет степень магистра наук в области телематики Эссекского университета, Соединённое Королевство.
Г-н Чжао женат, имеет сына и двоих внуков. Хорошо владеет тремя официальными языками: английским, французским и китайским.

## Карьера

### Ранние этапы
С 1986 по 1992 год г-н Чжао был руководящим сотрудником в бывшем Международном консультативном комитете по телеграфии и телефонии (МККТТ), а с 1993 по 1998 год — в Бюро стандартизации электросвязи МСЭ (БСЭ).
До прихода в МСЭ г-н Чжао работал инженером в Проектном институте Министерства почт и электросвязи Китая, принимая активное участие в собраниях экспертов страны по стандартам и национальным планам в области электросвязи, а также участвуя в собраниях технических исследовательских комиссий МСЭ в качестве делегата от Китая. Он был автором ведущих статей в ряде престижных китайских технических изданий, а в 1985 году был удостоен премии Министерства почт и электросвязи за достижения в области науки и технологий.
Г-н Чжао был избран Директором Бюро стандартизации электросвязи МСЭ в Миннеаполисе, США, в 1998 году и переизбран на второй срок в Марракеше, Марокко, в 2002 году. В этот период под его руководством проводились обсуждения на основе консенсуса между МСЭ, Международной организацией по стандартизации (ИСО) и Международной электротехнической комиссией (МЭК) относительно разработки и опубликования «общих терминов» по «технически синхронизированным текстам» стандартов этих организаций, а также согласования политических подходов к правам на интеллектуальную собственность. В результате была принята Общая патентная политика МСЭ/ИСО/МЭК, которая используется до сих пор.
В течение срока своих полномочий он также выступил инициатором внедрения новых мер повышения эффективности, направленных на улучшение условий разработки стандартов МСЭ и укрепление деятельности по их продвижению.
Он расширил стратегическое партнёрство между Государствами-Членами и Членами Секторов, инициируя и поддерживая при этом хорошие отношения с членами, представляющими отрасль. Под его руководством МСЭ повысил уровень международного сотрудничества с другими организациями по разработке стандартов, а также сыграл важную роль в содействии преодолению разрыва в стандартизации между развивающимися и развитыми странами.

### Заместитель Генерального секретаря МСЭ
Чжао Хоулинь был избран заместителем Генерального секретаря МСЭ на Полномочной конференции МСЭ в Анталии, Турция, в 2006 году и переизбран на второй четырёхлетний срок на Полномочной конференции в Гвадалахаре, Мексика, в 2010 году.
В качестве заместителя Генерального секретаря он оказывал помощь Генеральному секретарю д-ру Хамадуну Туре и работал при координации с другими избираемыми должностными лицами в целях успешного управления деятельностью и стратегиями МСЭ, поддерживая тесные контакты с его членами — как национальными делегациями, так и членами, представляющими отрасль.
Он осуществлял надзор за межсекторальной координацией проектов и программ в таких областях, как процесс Всемирной встречи на высшем уровне по вопросам информационного общества (ВВУИО), изменение климата, электросвязь в чрезвычайных ситуациях и доступность для лиц с ограниченными возможностями. Он также курировал реформу членского состава посредством введения категории академических учреждений — членов МСЭ, внедрял «рыночную цену» и «приоритеты, связанные с членами Союза».
Он возглавлял делегацию МСЭ на Конференции Организации Объединённых Наций по устойчивому развитию (Рио+20), проходившей в Бразилии в июне 2012 года. В принятом на ней итоговом документе — «Будущее, которое мы хотим» — неоднократно подчёркивается важность информационно-коммуникационных технологий (ИКТ) для устойчивого развития, а также необходимость улучшения доступа к ним, особенно к сетям и услугам широкополосной связи, и преодоления цифрового разрыва.

### Генеральный секретарь МСЭ
Г-н Чжао был избран Генеральным секретарём МСЭ 23 октября 2014 года. После своего избрания г-н Чжао заявил: «Я глубоко тронут тем, что вы единодушно и с энтузиазмом избрали меня в качестве нового Генерального секретаря МСЭ, удостоив чести возглавлять нашу любимую организацию в течение следующих четырёх лет. Я искренне благодарю всех вас за оказанное мне доверие».
«Обратившись к Конференции после голосования, г-н Чжао заверил около 2000 участников Конференции, собравшихся со всего мира, что он сделает всё возможное, чтобы осуществить миссию МСЭ и, благодаря тесному сотрудничеству, обеспечить предоставление МСЭ услуг высочайшего уровня глобальному сообществу электросвязи и информационному обществу».
Согласно интервью, данному журналу «Новости МСЭ» до избрания, главными приоритетами г-на Чжао в качестве Генерального секретаря МСЭ являются членство в МСЭ, эффективность МСЭ и содействие развитию ИКТ.
Основу его манифеста кандидата на должность Генерального секретаря составляют три ключевых момента: концепция, действие и гармония.